# Astíoco
Astíoco (Gr: Astuokhos), almirante espartano (Século V a.C.).

## Biografia
Em decorrência do fracasso da expedição ateniense à Sicília (413 a.C.), vários estados do Egeu, submetidos ao domínio de Atenas, revoltaram-se e pediram ajuda aos espartanos, que enviaram uma frota, sob o comando de Astíoco, para apoiar os rebeldes. Operando nas costas de Quios e de Lesbos, Astíoco obteve, inicialmente, bastante sucesso, chegando a estabelecer uma base em Mileto. Porém os revezes posteriores fizeram com que a frota se desagradasse de seu comandante e se amotinasse (411 a.C.).